# Türkische Botschaft Brüssel

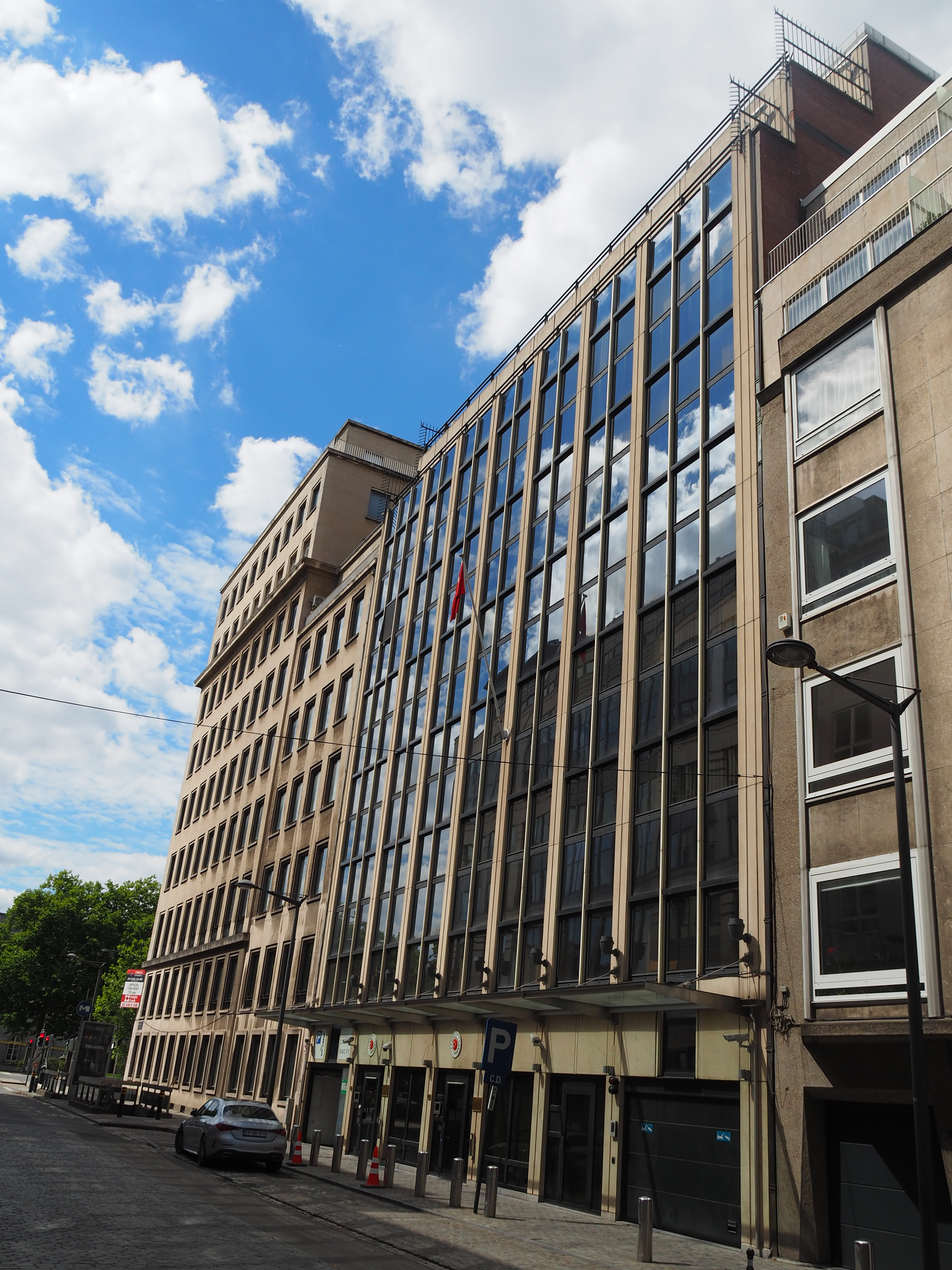
Türkische Botschaft in Brüssel

Die Türkische Botschaft Brüssel (offiziell: Botschaft der Republik Türkei Brüssel; Türkiye Cumhuriyeti Brüksel Büyükelçiliği oder T.C. Brüksel Büyükelçiliği) ist die höchste diplomatische Vertretung der Republik Türkei in Belgien. Seit 2009 residiert Nazif Murat Ersavcı als Botschafter der Republik Türkei in dem Botschaftsgebäude.
Die diplomatischen Beziehungen zwischen der Türkei und Belgien gehen auf das Jahr 1848 zurück. Die Türkei ist seit 1957 ununterbrochen auf dem Botschafterniveau in Belgien vertreten.